# Blassac
Blassac is een gemeente in het Franse departement Haute-Loire (regio Auvergne-Rhône-Alpes) en telt 137 inwoners (2005). De plaats maakt deel uit van het arrondissement Brioude.

## Geografie
De oppervlakte van Blassac bedraagt 13,0 km², de bevolkingsdichtheid is 10,5 inwoners per km².
De onderstaande kaart toont de ligging van Blassac met de belangrijkste infrastructuur en aangrenzende gemeenten.

## Demografie
Onderstaande figuur toont het verloop van het inwonertal (bron: INSEE-tellingen).